# Sill Aba Ferenc
Sill Aba Ferenc, OFM (Csallóközcsütörtök, 1925. augusztus 12. – 2018. április 5.) ferences szerzetes, tartományfőnök.

## Élete
Az elemi iskolát 1931-1936 között Csütörtökön járta, a gimnáziumot 1937-1946 között Pozsonyban, Dunaszerdahelyen, majd Esztergomban a ferenceseknél végezte. 1941 szeptemberében lépett a a ferences rendbe, 1941-1942-ben novícius Búcsúszentlászlón. 1946-1950 között a szombathelyi Teológiai Főiskolán tanult. 1949. június 18-án ünnepi fogadalmat tett. 1950. június 18-án pappá szentelték. 1950-1952 között a Pázmány Hittudományi Akadémián tanult. 1953-tól a teológia doktora.
1952-től Körmenden, 1954-től Egerváron volt káplán. 1955-ben Nagypáliban lett lelkész. 1956-tól Szombathelyen szentszéki (egyházmegyei bírósági) jegyző, kötelékvédő, majd a püspök bírósági helynöke. 1961-től egyházmegyei könyvtáros. 1971-től Táplánszentkereszt, majd 1987-től Szombathely-Szent Erzsébet plébánosa. 1975-től kerületi esperes. 1981-ben a szombathelyi egyházmegye könyvtárának és levéltárának lett az igazgatója. Amikor a ferencesek visszatérhettek Szombathelyre, a rendház gvárdiánja és a ferences templom plébánosa volt. 1990-1994 között a mariánus rendtartomány tartományfőnöke. 
Vezetőségi tagja volt a Magyar Egyháztörténeti Enciklopédia munkaközösségének, szerkesztőségi tagja a METEM tanulmányköteteinek.

## Elismerései
- 2010 Az év vasi embere[3]
- 2010 Vas-Megyéért-díj

## Művei
- 1972 A Szombathelyi Egyházmegye névtára. Szombathely.
- 1977 A vasvár-szombathelyi székeskáptalan történetének vázlata. In: A 200 éves Szombathelyi Egyházmegye emlékkönyve. Szombathely
- 1977 A vasvár-szombathelyi káptalan hiteleshelyi tevékenysége. Vas Megyei Levéltári Évkönyv I.
- 1980 Die kirchliche Organisation in den Ländern der ungarischen Krone zur Zeit Maria Theresias. In: Maria Theresia als Königin von Ungarn. Wien
- 1982 Vasvár településtörténetének vázlata a 18. századig. Vas Megyei Levéltári Évkönyv II.
- 1985 Vasvár története a középkorban. Vasi Szemle 1985/1.
- 1996 Csütörtök mezőváros históriája. Pozsony